# Peter Walker (Landschaftsarchitekt)

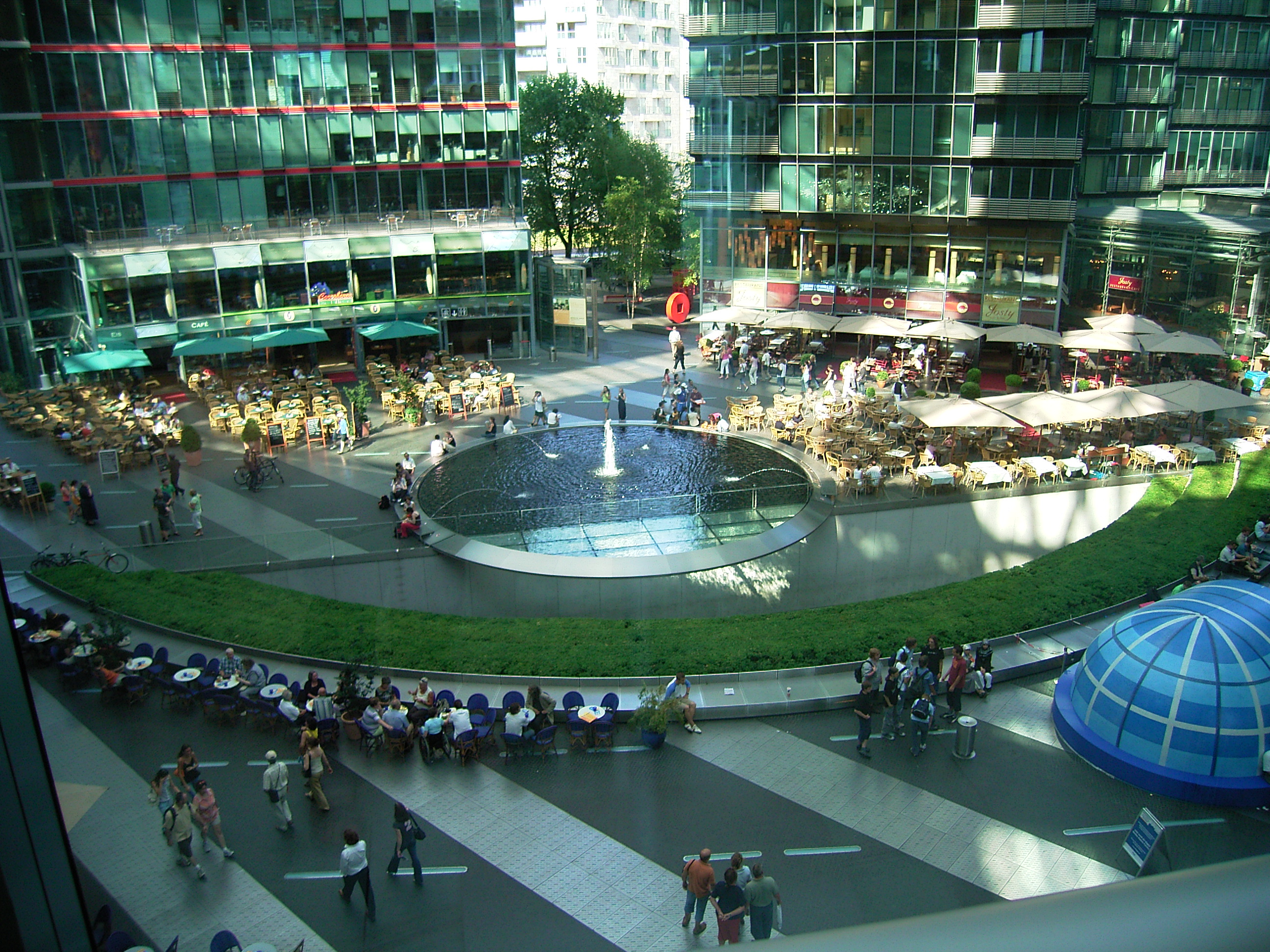
Die Gestaltung des Innenhofs des Sony Centers Berlin wurde von Peter Walker entworfen

Peter Walker (* 1932) ist ein US-amerikanischer Landschaftsarchitekt, sein Büro befindet sich in Berkeley bei San Francisco.

## Landschaftsarchitektur
Walker wuchs in Kalifornien auf und begann 1955 an der University of California in Berkeley das Studium der Landschaftsarchitektur. Nachdem er dort mit dem Bachelor abgeschlossen hatte, setzte er seine Studien an der University of Illinois und der Harvard University fort, wo er 1957 mit dem Master abschloss.
Während des Studiums hatte er bei Lawrence Halprin gearbeitet, im Büro seines ehemaligen Professors Hideo Sasaki bekam er seine erste Anstellung. Walker wurde 1972 Geschäftspartner von Sasaki, das Büro wurde in „Sasaki, Walker Associates, Inc“ umbenannt. 1983 gründete er seine eigene Firma, die ihren Sitz in Berkeley hat.
Bekannt wurde Peter Walker vor allem durch städtische Plätze und Grünanlagen. Seine „großzügigen Landschaften“ seien von Donald Judd und Robert Irwin inspiriert, er habe in den USA „fast im Alleingang die Landschaftsarchitektur auf ein hohes künstlerisches Niveau“ gehoben. Großflächige Muster, die mit verschiedenen Bodenbelägen gezeichnet werden, sind in seinen Entwürfen häufig zu finden. Die Verwendung von reduzierten Formen lässt ihn als Minimalist erscheinen. Seine künstlich anmutenden, oft regelmäßig angeordneten Gestaltungselemente erinnerten andererseits an die Parks des französischen Barock.

## Lehraufträge
Schon seit 1976 hatte Walker einen Lehrauftrag an der Harvard University, weitere Lehraufträge und Gastprofessuren an zahlreichen anderen Hochschulen folgten.

## Veröffentlichungen (Auswahl)
- mit Cathy Deino Blake: Minimalist Gardens Without Walls. Cambridge, The MIT Press, 1990.
- mit Leah Levy: Peter Walker: Minimalist Gardens. Washington, D.C., Spacemaker Press, 1997.
- mit Jane Brown Gillette: Peter Walker and Partners Landscape Architecture: Defining the Craft. San Francisco, Oro Editions, 2005.

## Projekte (Auswahl)
Peter Walker ist einem breiten Publikum mit dem Entwurf zur Gestaltung des World-Trade-Center-Memorials bekannt geworden. Eine Auswahl weiterer Projekte, mit Schwerpunkt Europa:
- Verwaltungsgebäude Bayer AG, Leverkusen
- Bürogebäude für die Deutsche Post AG in Bonn, Architekten Murphy/Jahn, gebaut 2002
- Münchner Tor, Bürogebäude an der Mies-van-der-Rohe-Straße in München, Architekten Murphy/Jahn, gebaut 2004
- Flughafen München International, Kempinski Hotel Airport München, 1994
- One North Wacker Drive, Außenanlagen eines Bürogebäudes in Chicago